# Bercero
Bercero es un municipio y localidad española de la provincia de Valladolid, en la comunidad autónoma de Castilla y León. El término municipal tiene una población de 177 habitantes (INE 2024).

## Geografía

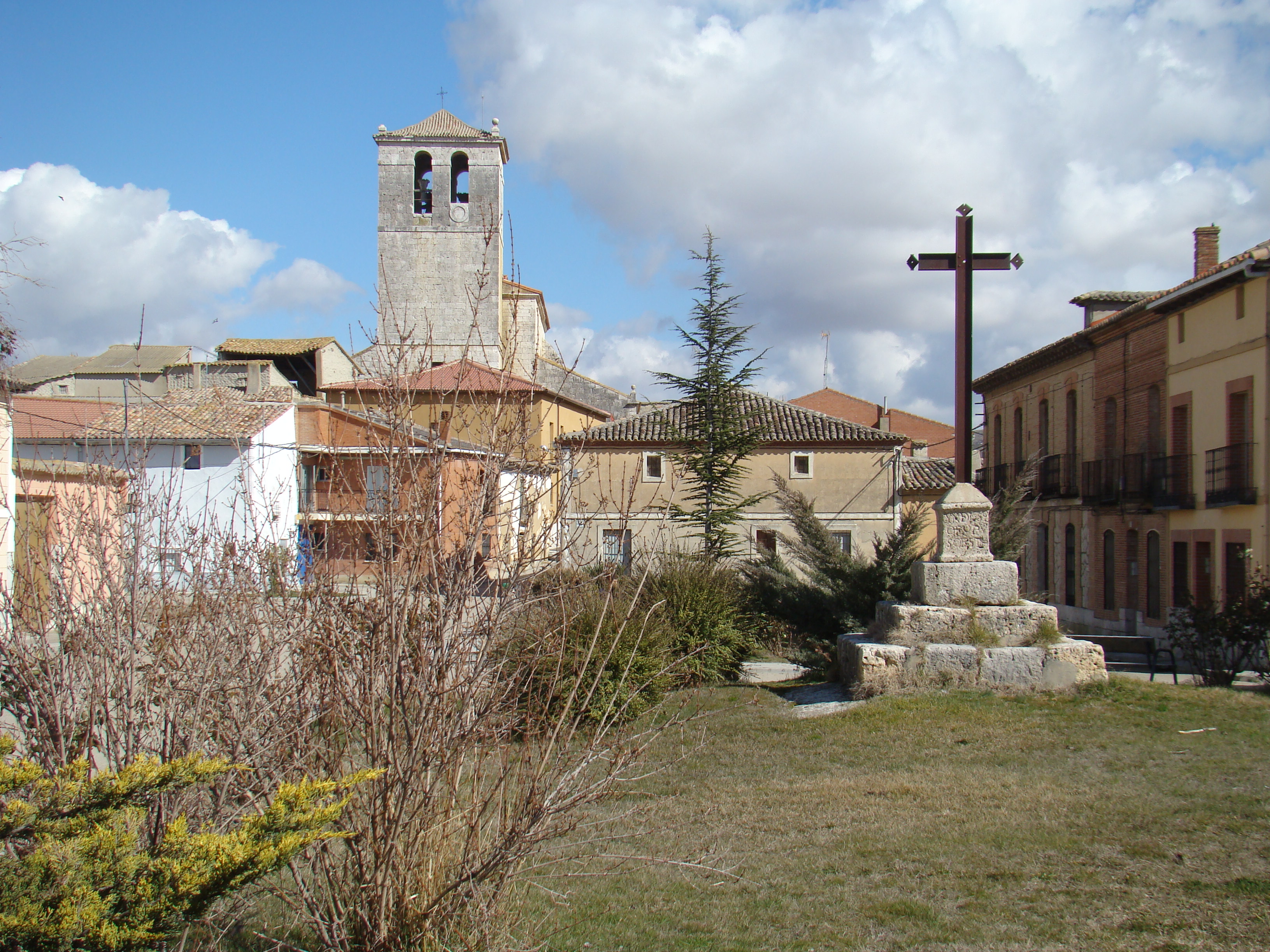
Vista de la localidad

Se extiende en un territorio llano, típicamente castellano, con arroyos que descienden hacia el río Duero situado al sur, salvo al norte y al este, donde se alzan pequeños páramos a mayor altura. 
Forma parte de la comarca Tierra del Vino vallisoletana. El municipio se alza a 737 m sobre el nivel del mar y se sitúa a 43 km de la capital provincial. 
Está atravesado por la autovía del Noroeste, entre los pK 189 y 193, y por la carretera N-122, en el pK 402.
| Noroeste: Marzales                                        | Norte: Vega de Valdetronco, Gallegos de Hornija, San Salvador | Noreste: Villasexmir, Torrelobatón |
| Oeste: Villalar de los Comuneros                          |                                                               | Este: Berceruelo, Velilla          |
| Suroeste: Torrecilla de la Abadesa, Tordesillas (exclave) | Sur: Tordesillas                                              | Sureste: Tordesillas               |

## Historia
Debe su nombre un grupo de repobladores de El Bierzo, que se asentaron cerca de un antiguo poblado vacceo, en el solar que luego ocupó el desaparecido poblado de Las Arenillas.
Hacia mediados del siglo XIX, el lugar tenía contabilizada una población de 720 habitantes. Aparece descrito en el cuarto volumen del Diccionario geográfico-estadístico-histórico de España y sus posesiones de Ultramar de Pascual Madoz de la siguiente manera:

BERCERO: l. con ayunt. en la prov., aud. terr., c. g. y dióc. de Valladolid (5 leg.), part. jud. de Mota del marqués (2): sit. en terreno húmedo y frio cercado de cerros, su clima es propenso á tercianas y catarros: tiene 240 casas, la de ayunt., escuela de instruccion primaria, concurrida por unos 80 alumnos de ambos sexos, una ermita (el Humilladero), y una igl. parr. (Sta. Maria), servida por un cura, cuya plaza es de término y de provision ordinaria en concurso, al que asiste en sus funciones un teniente: confina el térm. con los de Arenillas, Gallegos de Ornija y Berceruelo; dentro de esta circunferencia se encuentran las ventas llamadas de Calonge y dos fuentes, la una al N. de la pobl. y como á dist. de 400 pasos, de esquisita agua, que sirve para el surtido del vecindario; y la otra mas dist. llamada Valdecid, hacia el O.: el terreno es de buena calidad y le fertiliza en parte, un pequeño é insignificante arroyuelo que nace dentro de la jurisd.: ademas de los caminos locales, cruza la nueva carrelera de la corte á la Coruña. prod.: trigo, cebada, centeno y vino; cria ganado mular y asnal para la agricultura. ind.: la arrieria, fabricacion de toda clase de cestos y cuévanos de mimbres, á que se dedican muchos vec. y aun las mugeres y niños de 10 a 12 años; 8 telares de lienzos ordinarios y algunos de los oficios mas indispensables. comercio: esportacion de frutos sobrantes y prod. de la ind., é importacion de los artículos y efectos de consumo de que carece el pais. pobl.: 180 vec. 720 alm. cap. prod.: 1.767,000 rs. imp.: 1.767,000. contr.: 35,590 y 13 mrs.
(Madoz, 1846, pp. 237-238)

Tradicionalmente pueblo de cesteros, llegó a tener 1000 habitantes a principios del siglo XX. Su escuela, construida en 1931 durante la Segunda República, albergó unos 200 alumnos, y actualmente es la sede del centro médico del pueblo.

## Demografía
Cuenta con una población de 177 habitantes (INE 2024).
| Gráfica de evolución demográfica de Bercero entre 1842 y 2021                                                         |
| |
| Población de derecho según los censos de población del INE. Población de hecho según los censos de población del INE. |

## Patrimonio

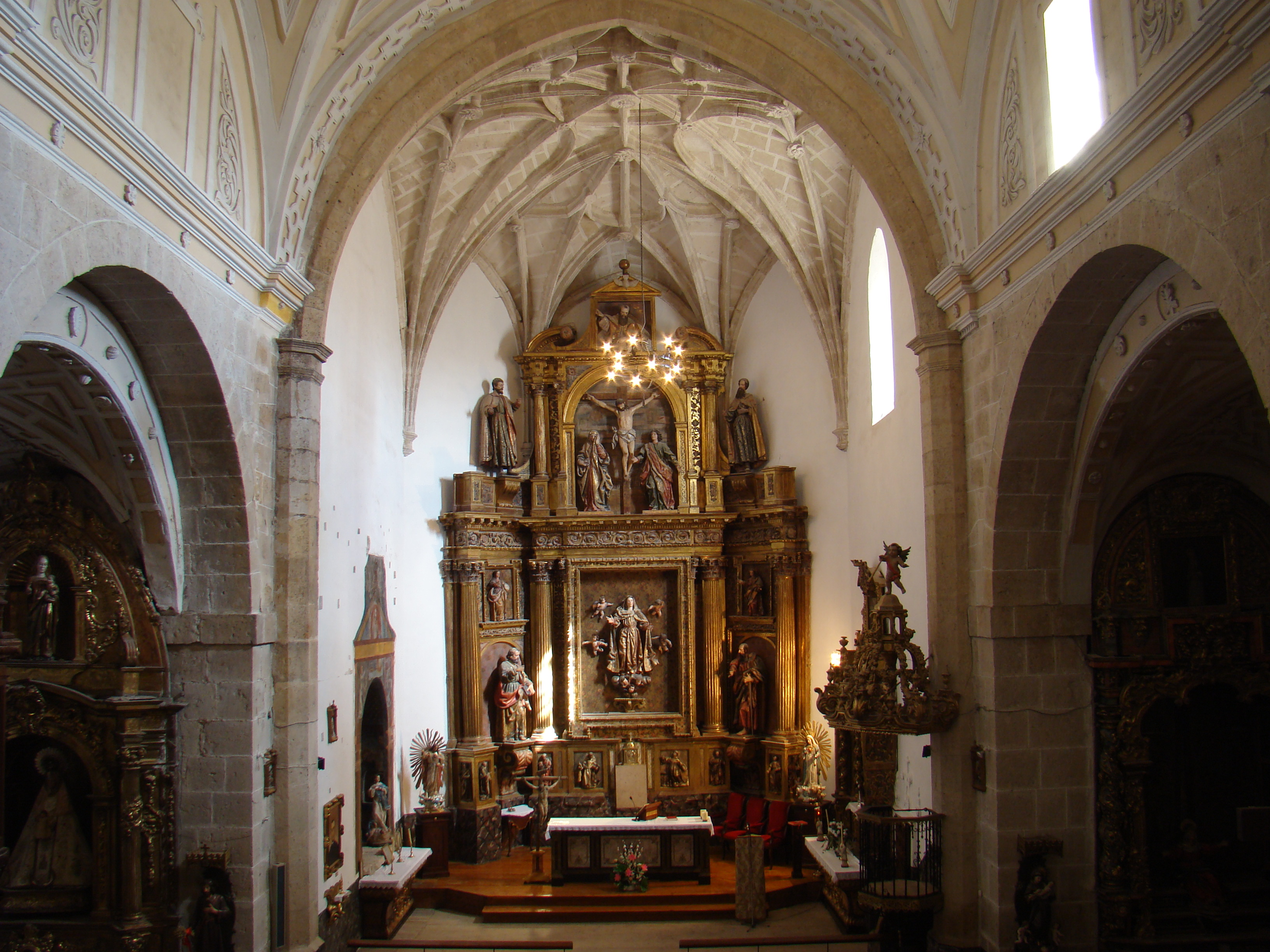
Retablo mayor de la iglesia de Nuestra Señora de la Asunción

En la localidad se encuentra la iglesia de Nuestra Señora de la Asunción. Tiene un importante retablo mayor de los últimos años del siglo XVII. Muestra esculturas de la Asunción, San Pedro y San Pablo y un Calvario en el ático. Remata por encima la escultura del Padre Eterno y por encima un frontón triangular con la paloma del Espíritu Santo.